# Шведська кухня

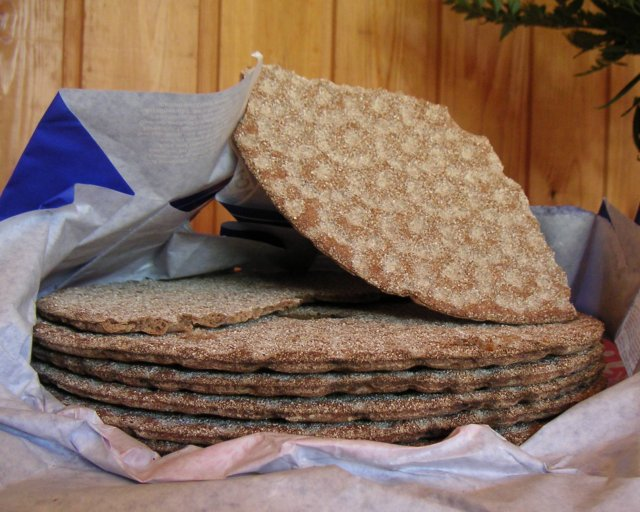
Хрусткий хлібець— шведські хлібці

Шведська кухня (швед. svenska köket) — це типово скандинавська кухня, схожа до норвезької і данської. Їй притаманна простота та поширене вживання риби і ріпи. Основними тут є високоякісні інгредієнти — страви зі свіжих, маринованих і копчених морепродуктів, а також страви з лосятини та оленини.[джерело?]

## Традиції та сучасність

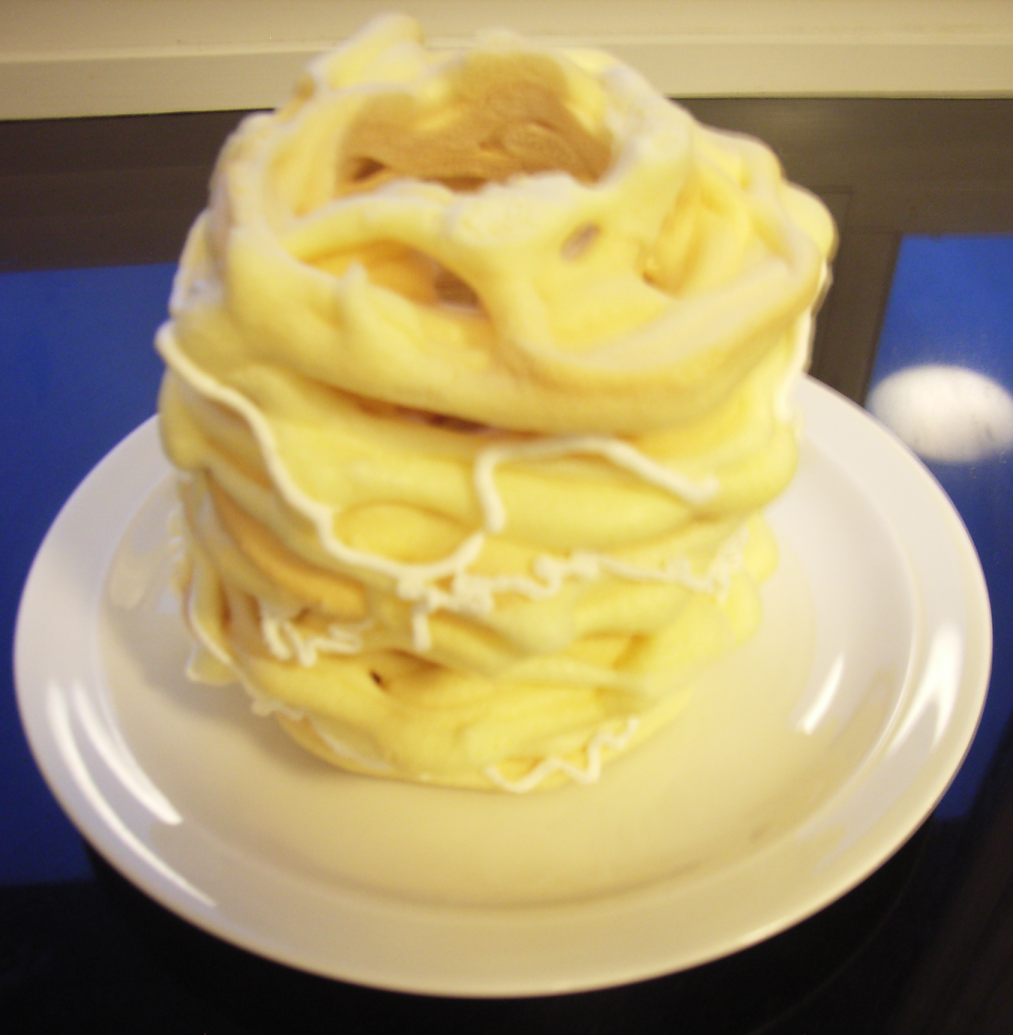
Спеттекака — пиріг

Відомий шведський стіл вже не так часто зустрінеш у наші дні, хоча більшість готелів пропонують шведський стіл під час сніданку. Нинішнє багатокультурне суспільство має велику кількість різноманітних ресторанів, що пропонують кухню різних народів, а також ресторани змішаного стилю, в яких традиційні шведські страви створюються по-новому з впливами кухні різних народів.

## Напої
Вино, спиртні напої і міцне пиво продаються лише через державну систему Systembolaget, що охоплює всю територію. Systembolaget відомий своїм надзвичайно широким вибором вин. Легке пиво можна придбати у звичайних гастрономах і супермаркетах. Мінімальний вік для купівлі алкогольних напоїв — 20 років у Systembolaget і 18 років у пабах та ресторанах. Найголовнішим алкогольним напоєм, який вживають у пабах і барах, є пиво типу лагер. Воно буває різним за міцністю. Всесвітньо відомою є горілка «Аквавіт».
Традиційні шведські напої:
- Юлмуст
- Ґльоґ
- Глінтвейн
- Бренвін
- Снапс

## Типові страви
- Хрусткий хлібець — дуже тонкий та сухий житній хліб.
- Коттбуллар — фрикадельки, що вживаються в супі, запеченими тощо. Часто разом з фрикадельками подають брусничне варення.
- Кропкакор — пельмені.
- Прінскорв ― традиційні шведські сардельки

## Десерт та кондитерські вироби
- Розетта — печиво.
- Спеттекака — торт на рожні.
- Луссекатт — випічка.
- Різдвяний баттерскотч, або нек ― традиційний шведський ірис, який готують на Різдво
- Тістечко або торт принцеси ― традиційне шведське багатошарове тістечко або торт

## Цукерки з локрицею
Традиційні шведські солодощі — цукерки з локриці. Мають незвичайний смак та вигляд. Прирівняні до сувенірів, які потрібно обов'язково привезти зі Швеції. Продаються у будь-якому продуктовому магазині. Вартість — 30 крон (3-4 євро). Основна сировина — локриця (солодка). Цукерки чорного кольору.

## Кулінарні свята і традиції у Швеції
Серпень — Ракові вечірки (kräftskivor) під час яких по всій країні на балконах і терасах їдять морських і прісноводних раків. Традиція виникла ще у 16 столітті і була доступною заможним шведам.
4 жовтня — День булочки з корицею (Kanelbullens dag). Булочки семла, наповнені кремом і мигдалевою пастою (semlor) їдять в «жирний вівторок» (fettisdagen) — за день до початку Великого посту.

###### Кулінарні традиції тижня
- Четвер: їдять гороховий суп і млинці. Існують дві версії четвергової традиції горохового супу: перша — католики (а Швеція до 16 ст була католицькою країною) не їдять м'яса по п'ятницям, тому наїдалися у четвер ситним гороховим супом, друга — гороховий суп дешева страва для прислуги, яка працювала півдня по четвергам.
- Субота — офіційний день солодощів. Середня шведська сім'я з'їдає до 1,2 кг цукерок на тиждень, в основному у суботу.

## Галерея

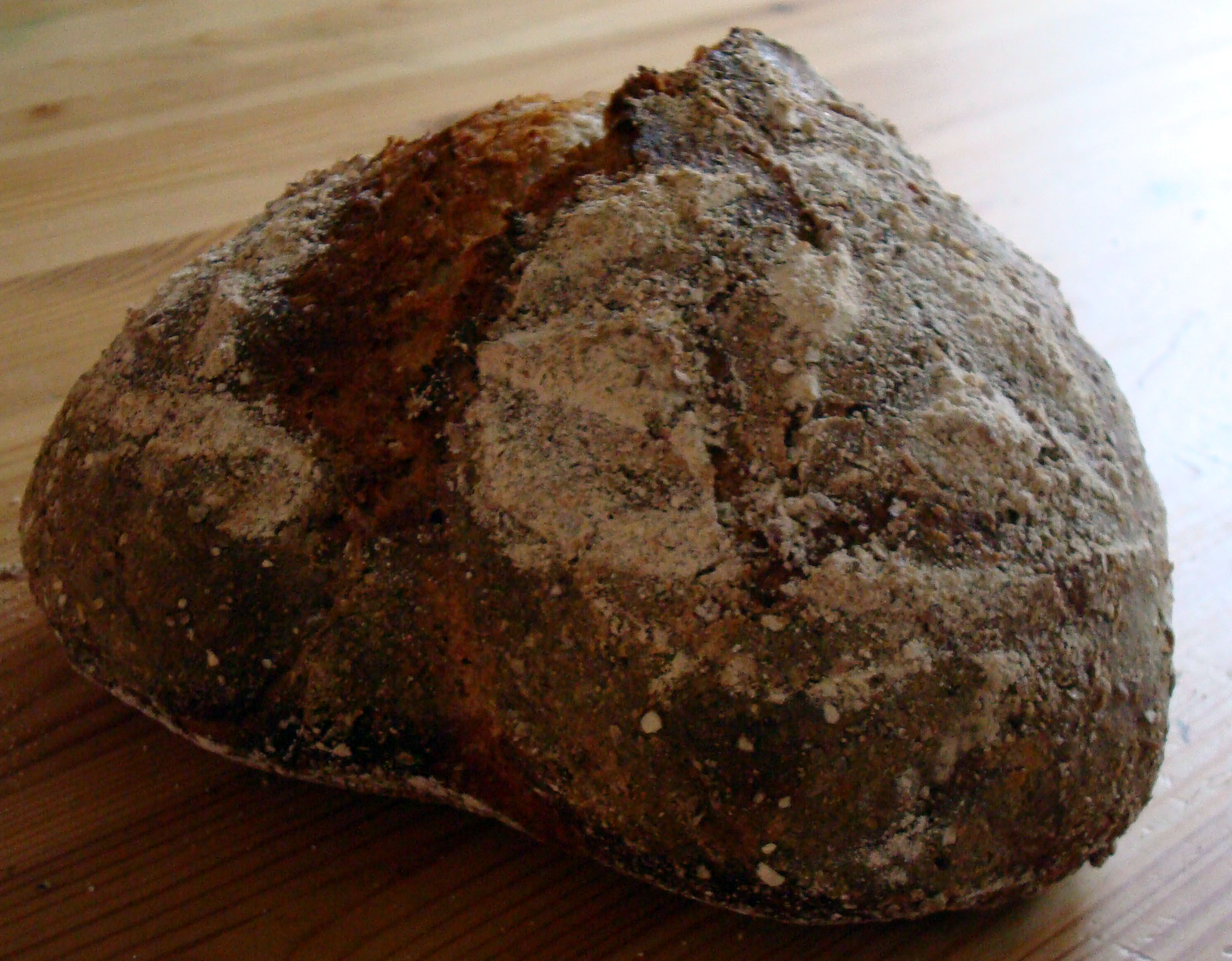
Шведський хліб з заквашеного тіста (на житньому борошні)
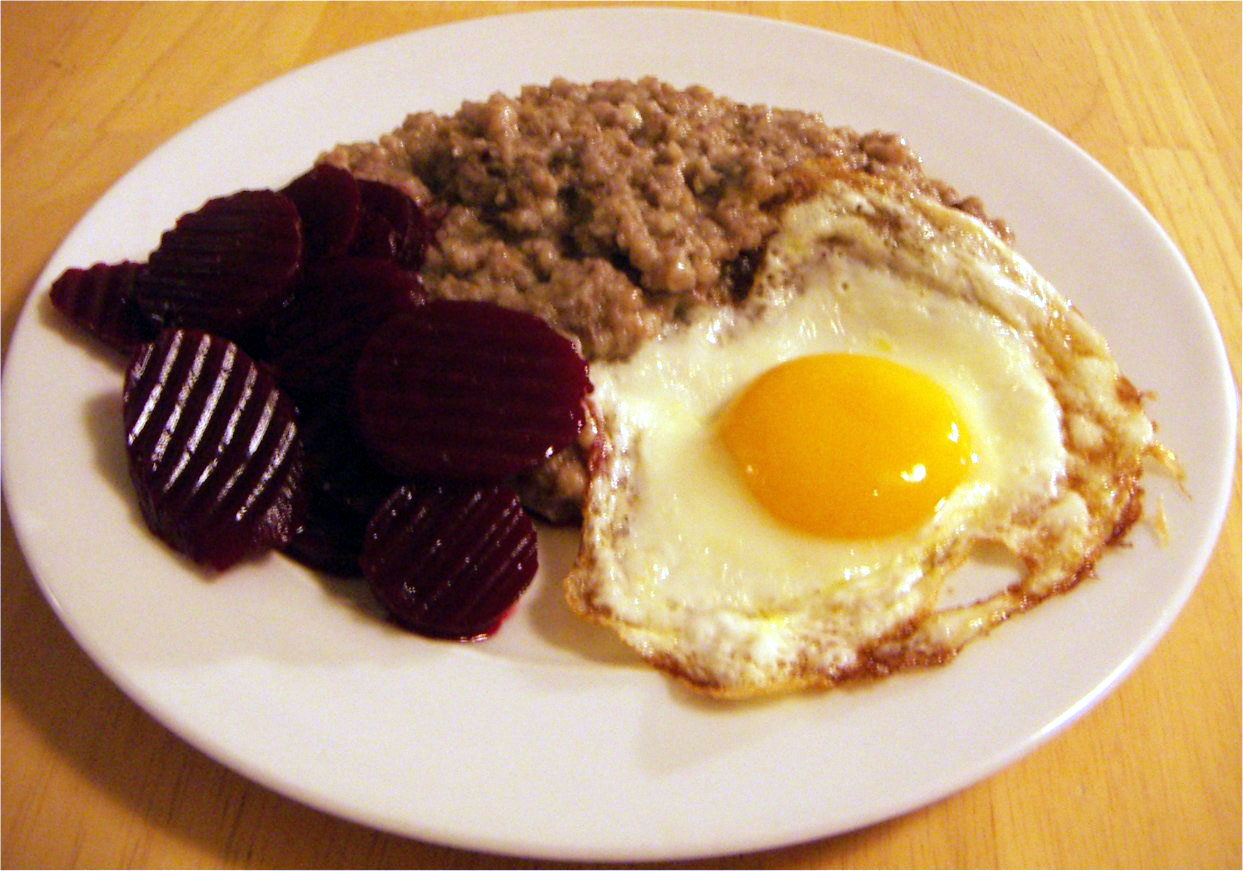
Пульса — друга страва (Pölsa)
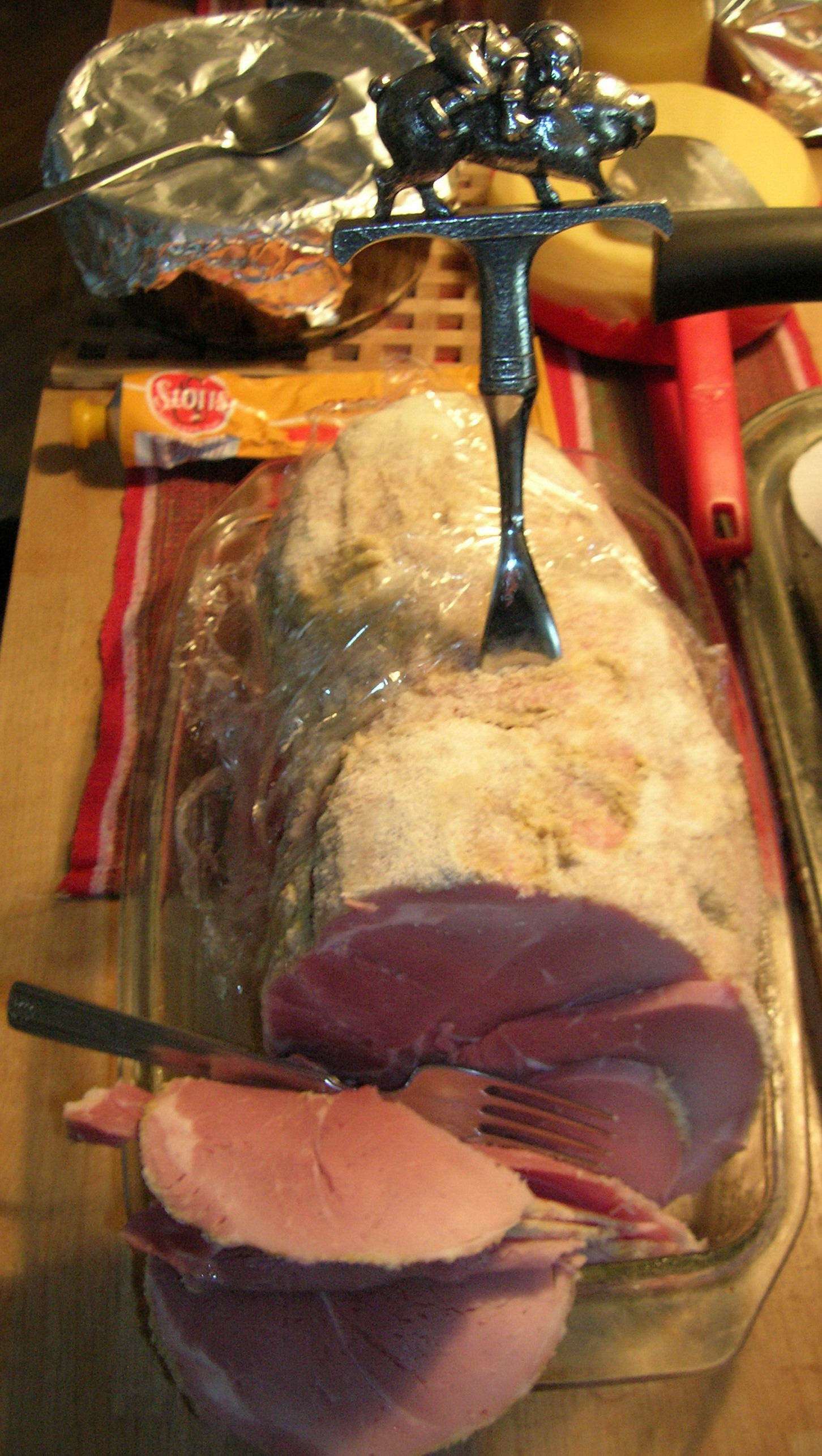
Різдвяний окіст (традиційний)
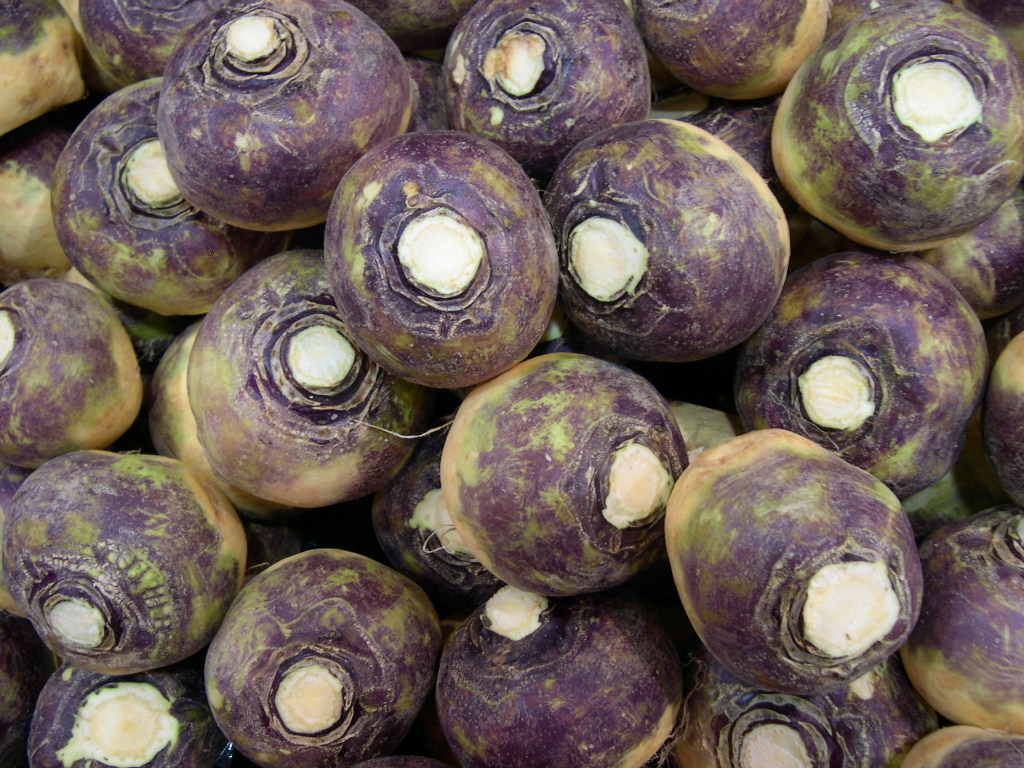
Ріпа, типовий овоч шведських страв
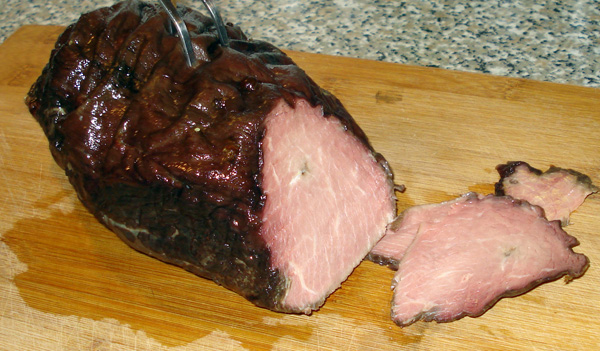
Тьолкнул — конфі з оленини (шинка з оленини)
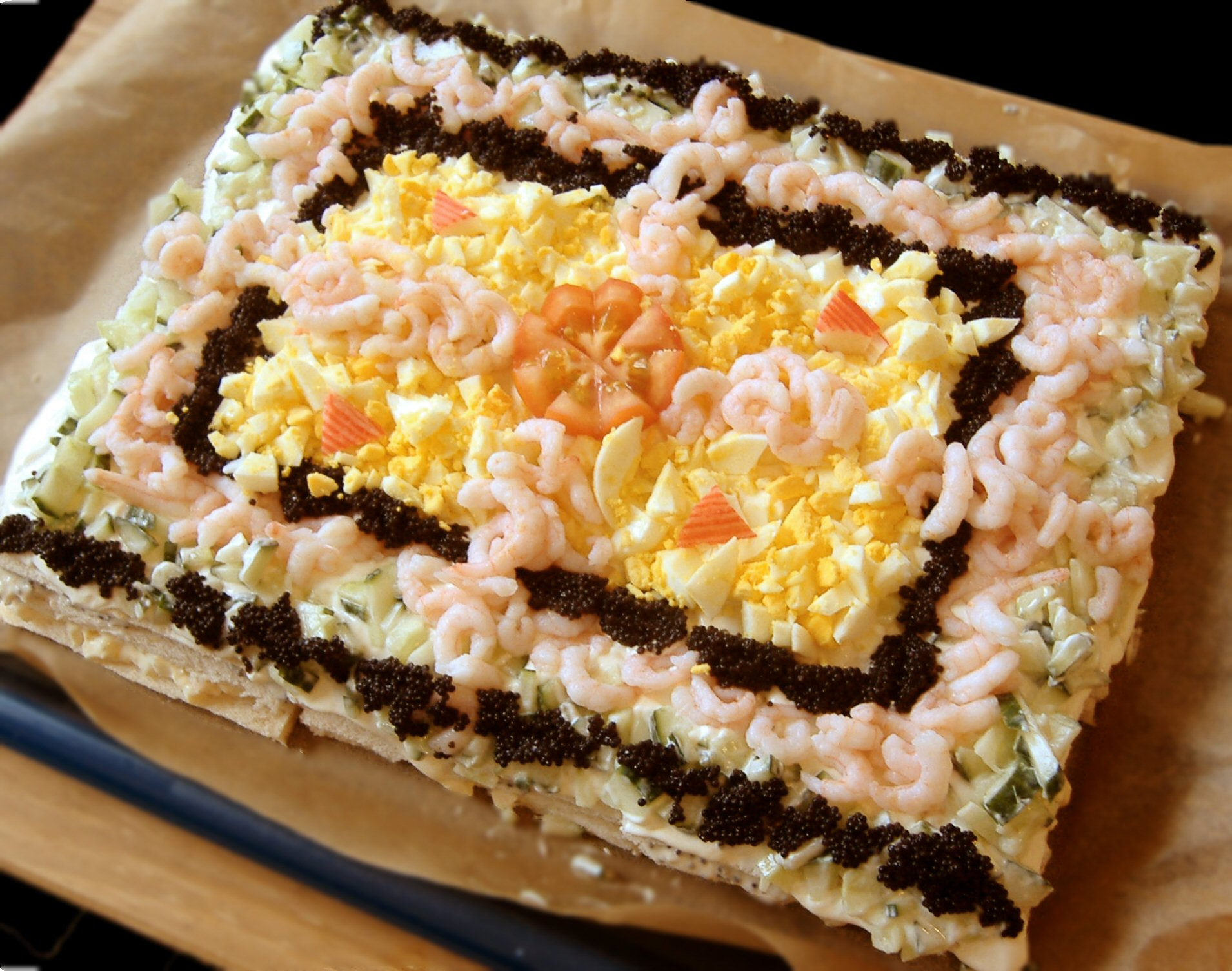
Канапковий пиріг з креветками, огірками, ікрою та яйцями
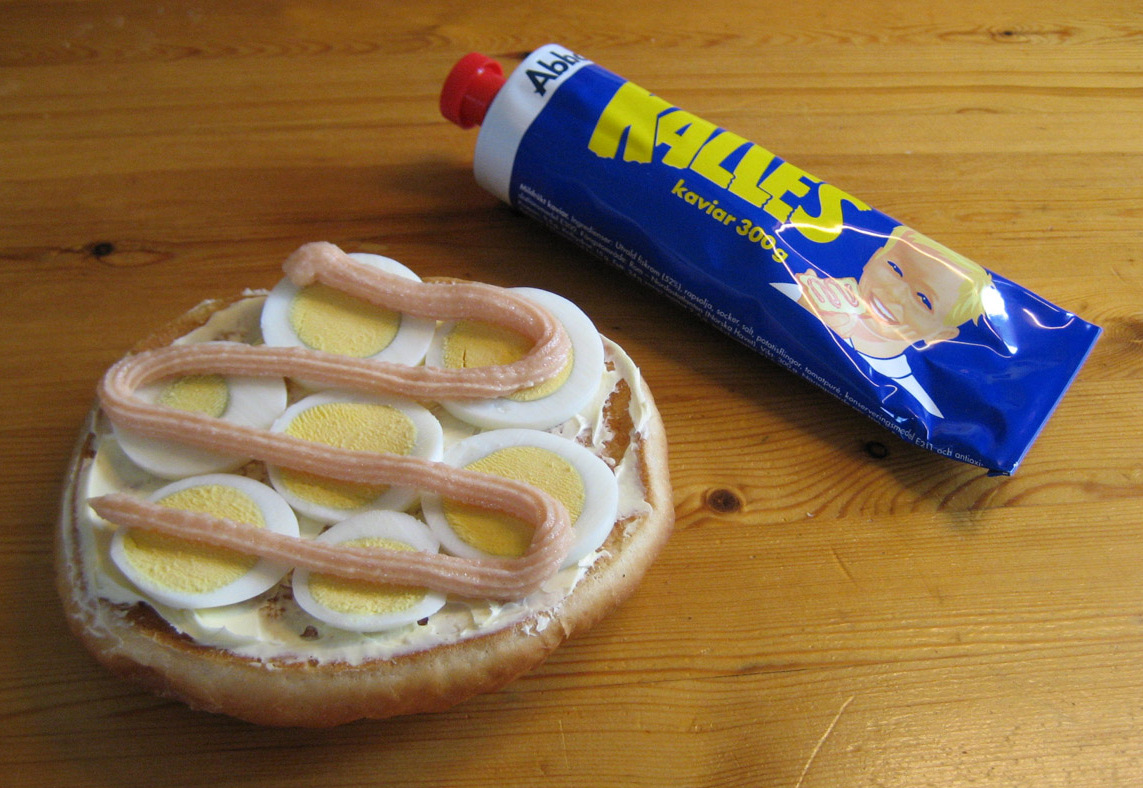
Канапка з яйцем і ікрою
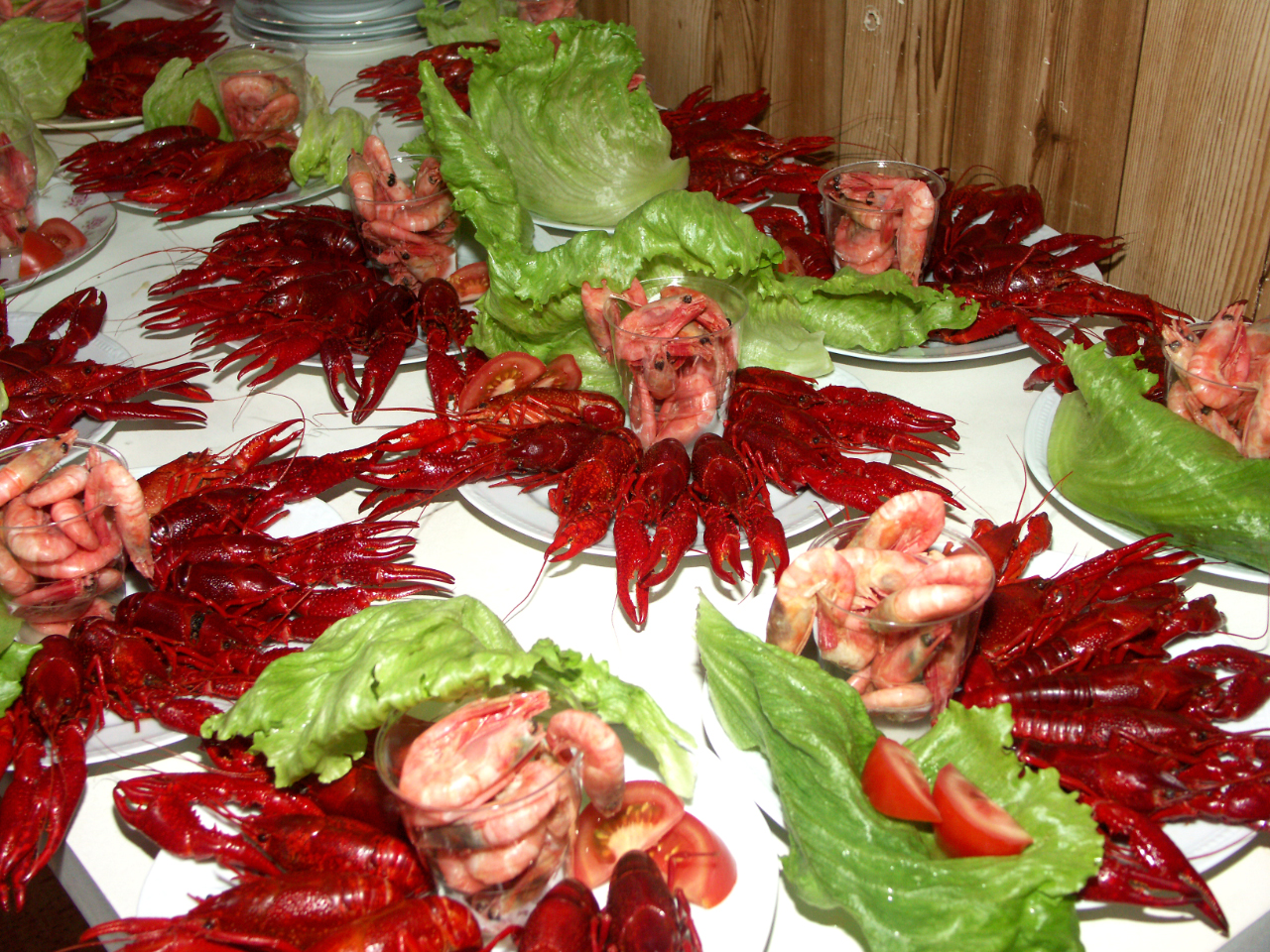
Креветки та раки, святкова частина шведської кухні, коли шведи можуть заспівати чимало пісень
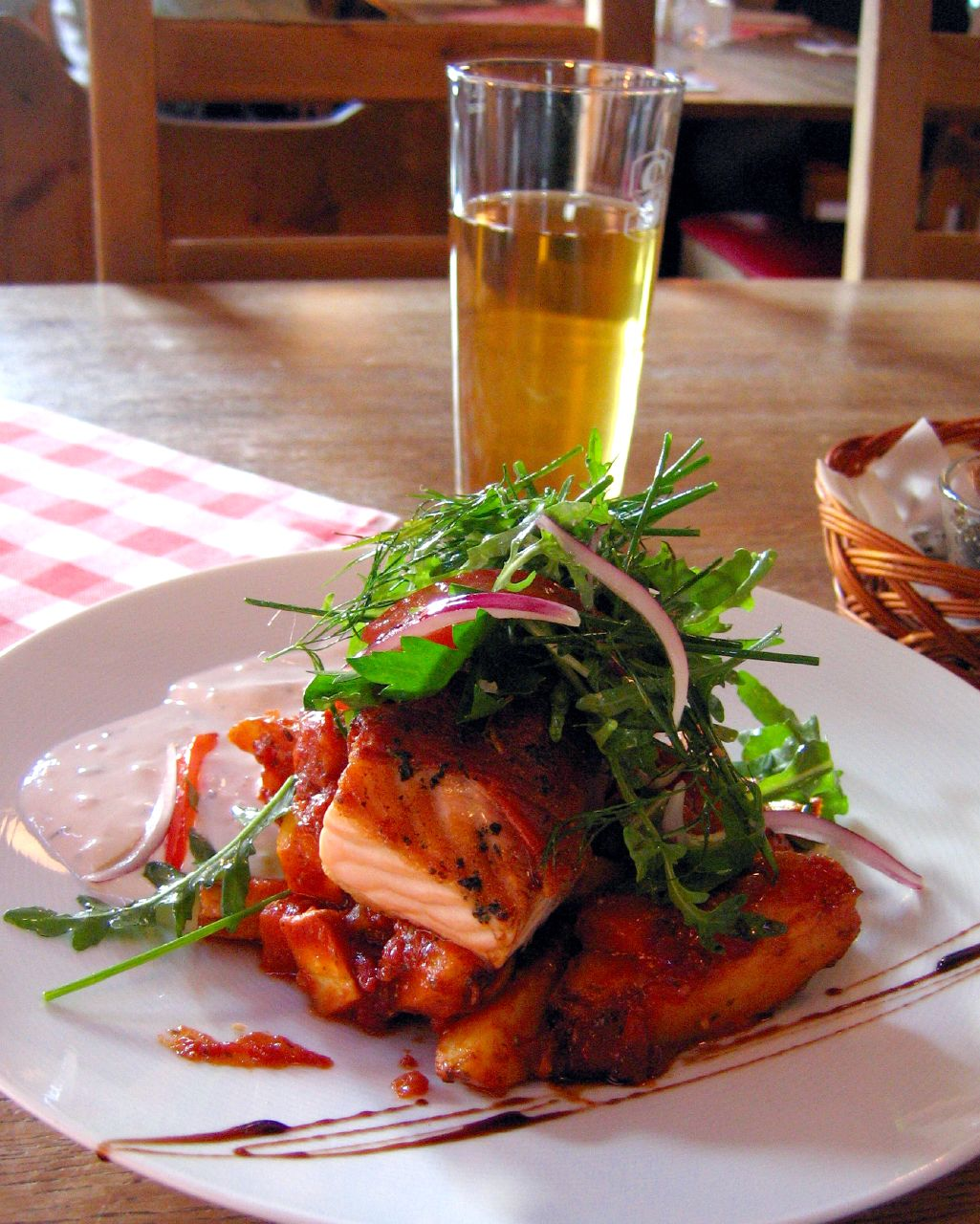
Лосось на грилі з шампурів — сучасна шведська страва
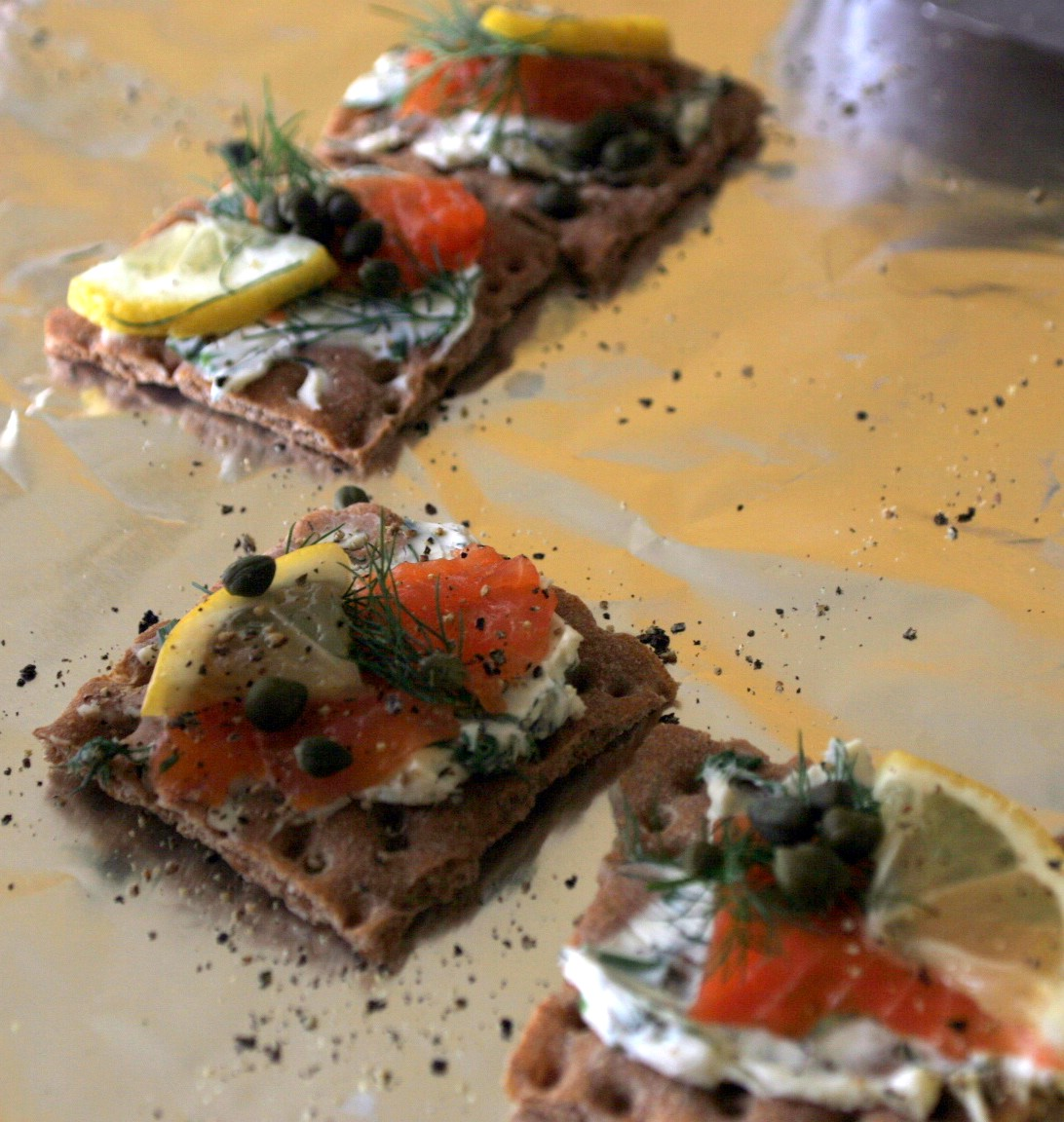
Гравлакс на хрусткому хлібі з перцем і цитриною
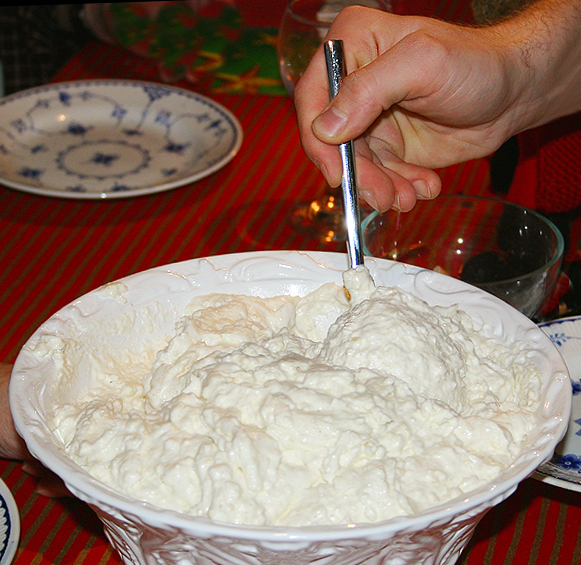
Різдвяний десерт «Ріс а-ля Мальта»
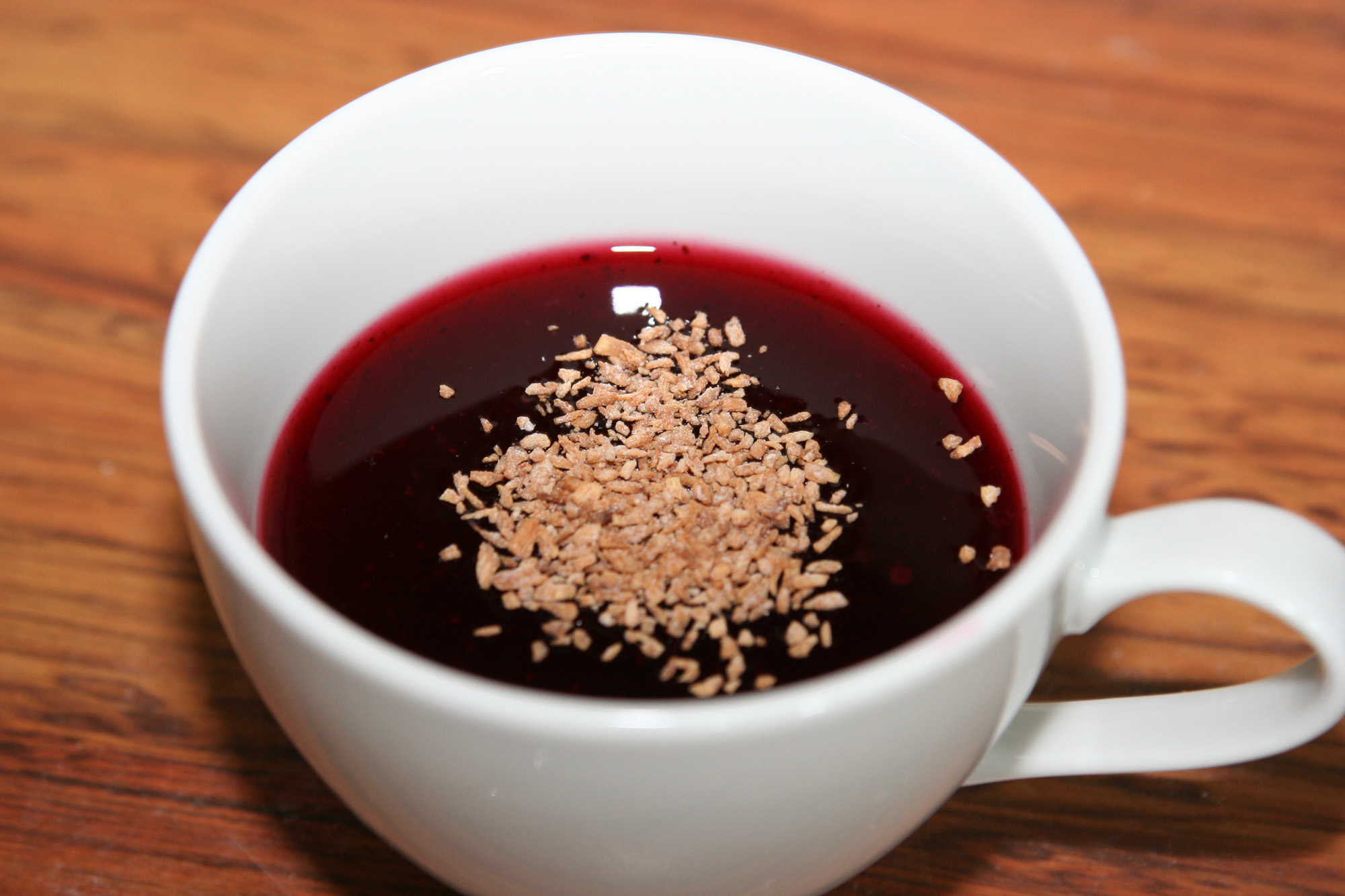
Чорничний суп
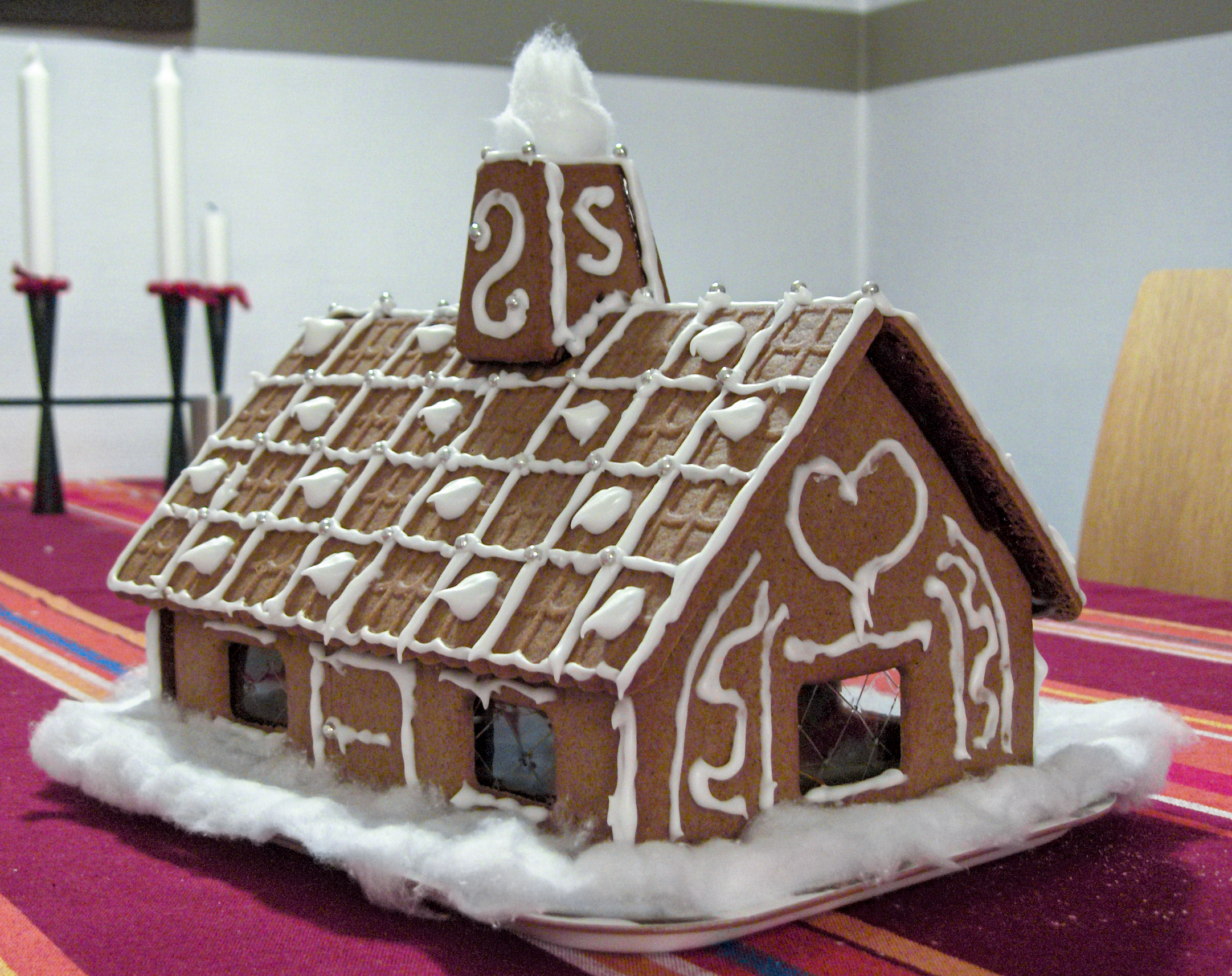
Пряниковий будиночок
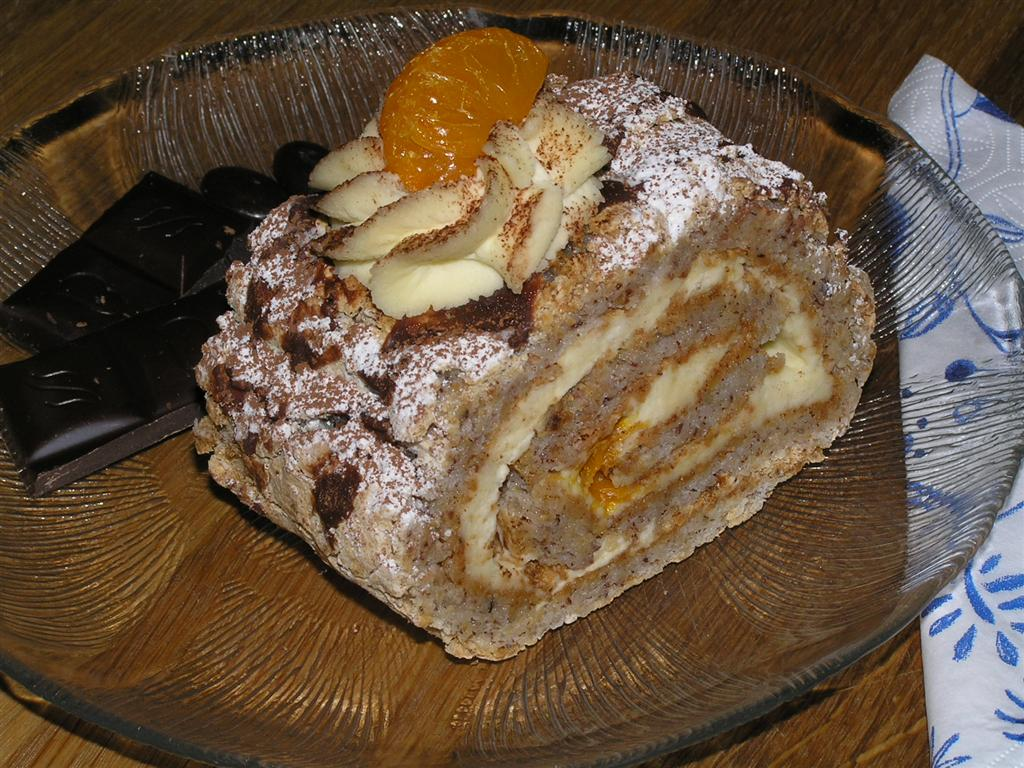
Кондитерський виріб «Будапешт»
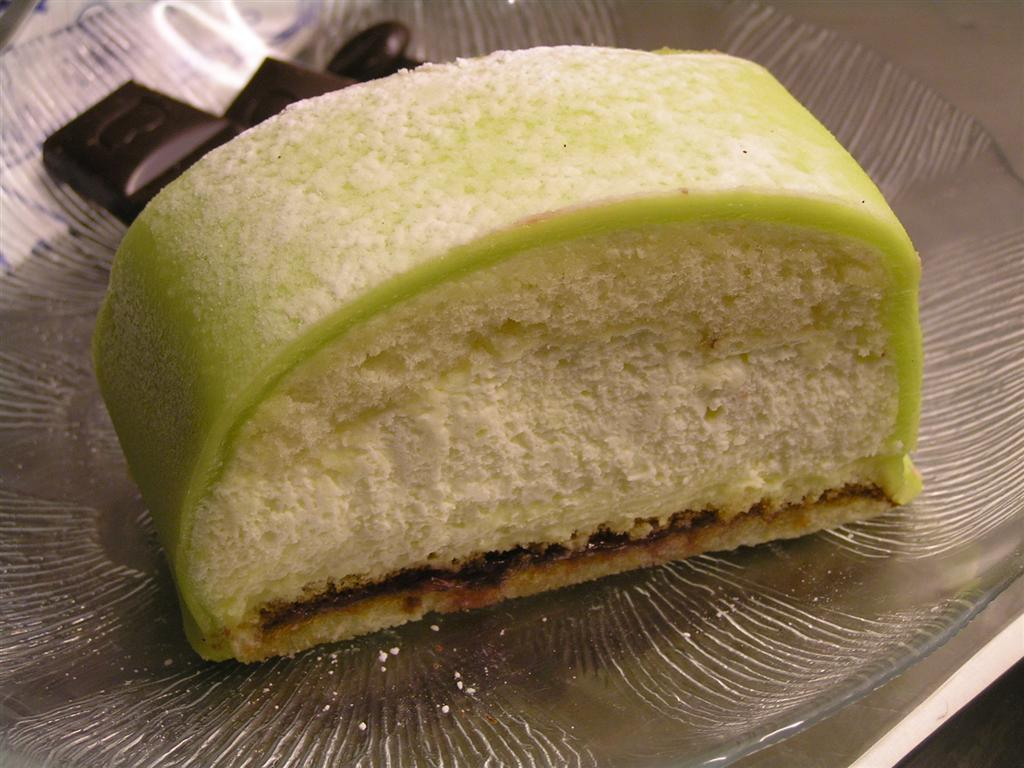
Торт принцеси
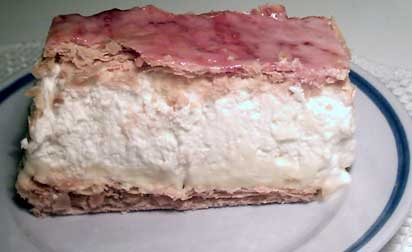
Торт «Наполеон»
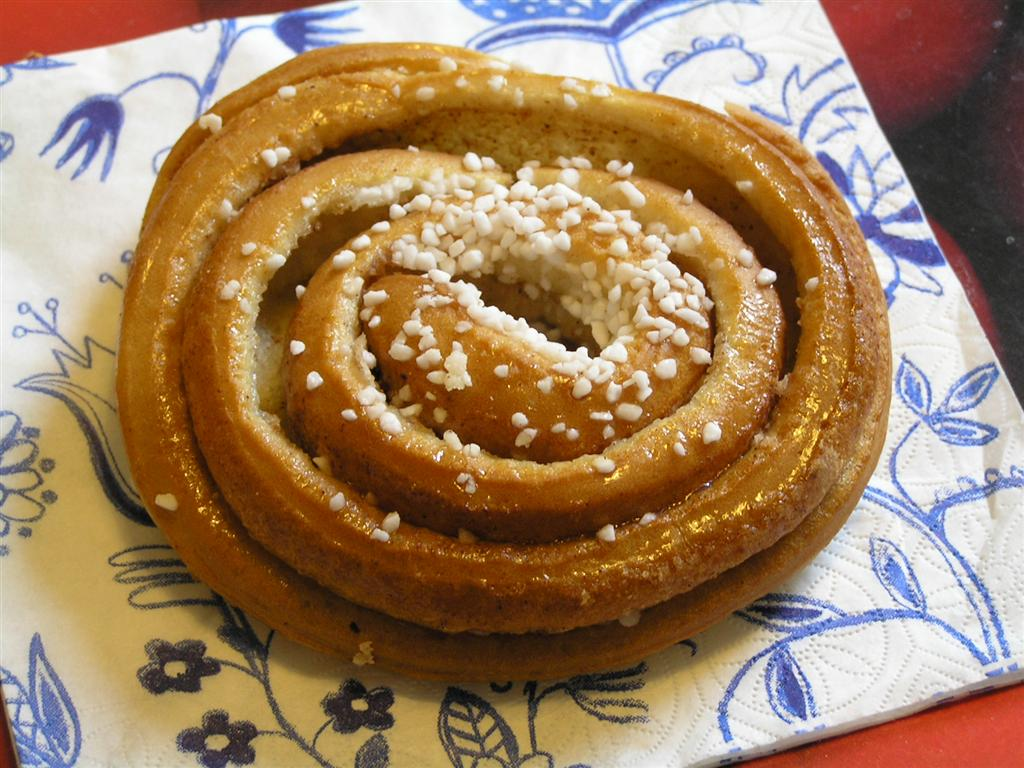
Булочка з корицею
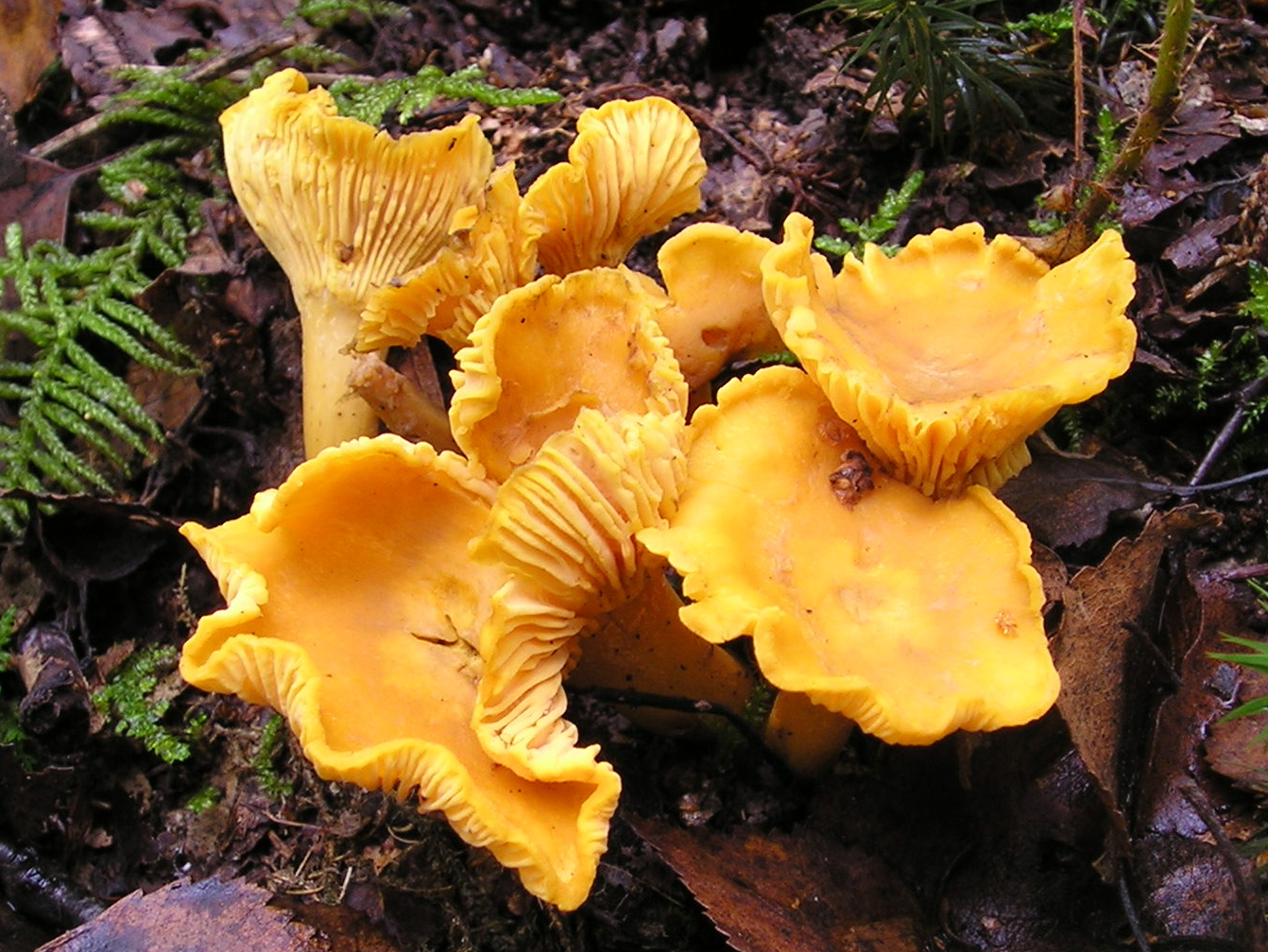
«Лисички» — типові гриби шведських страв
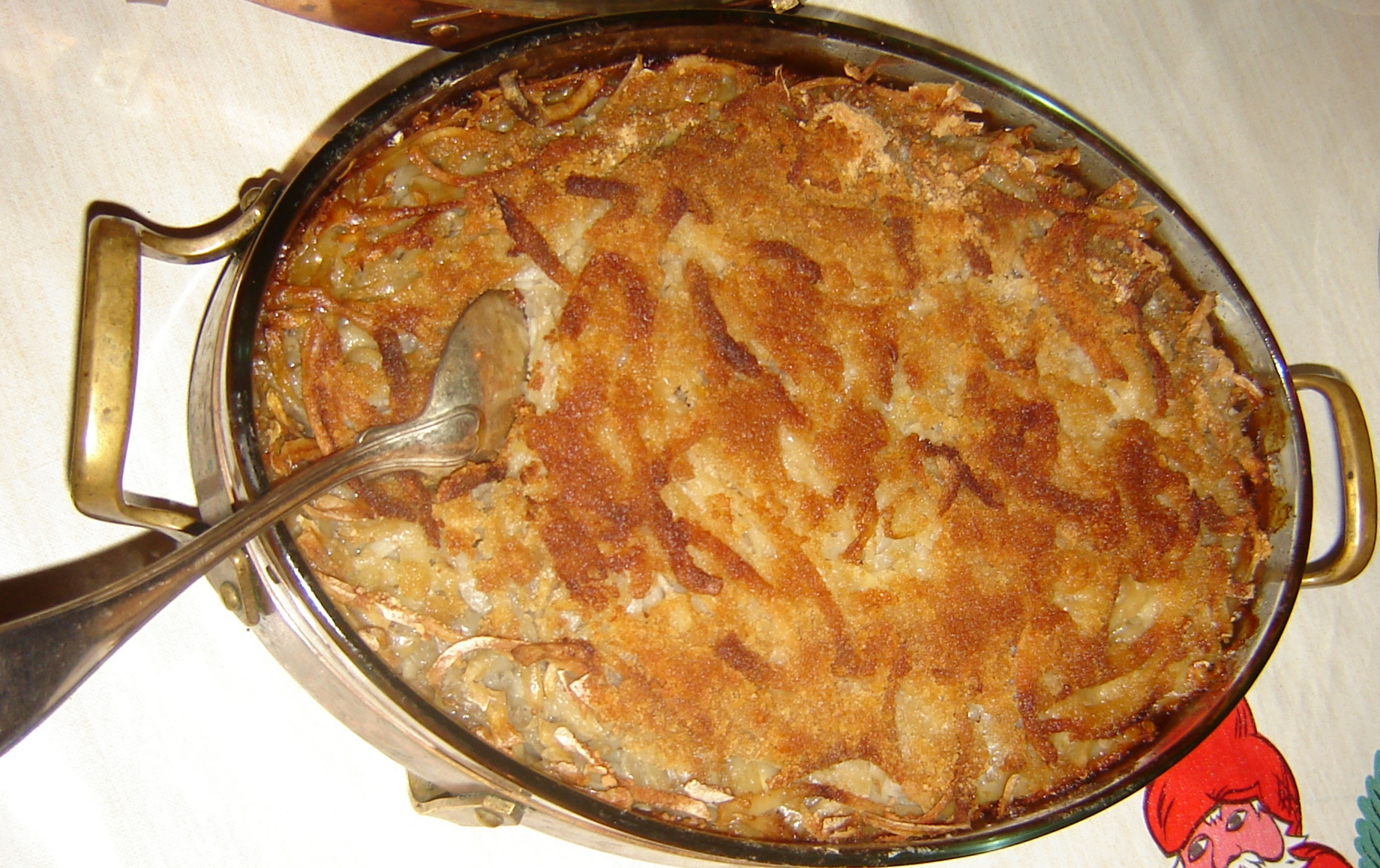
Картопляна запіканка
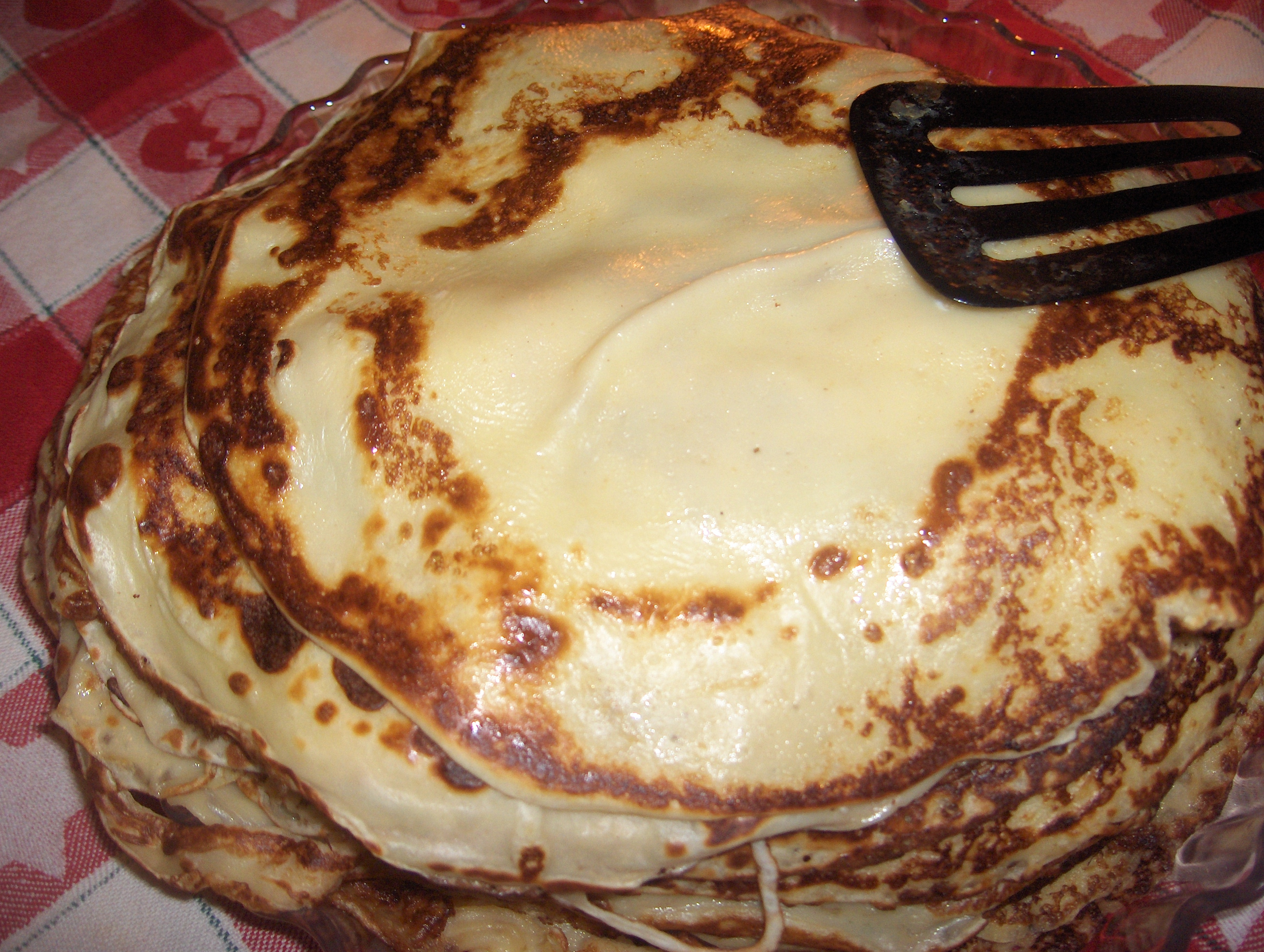
Шведські млинці
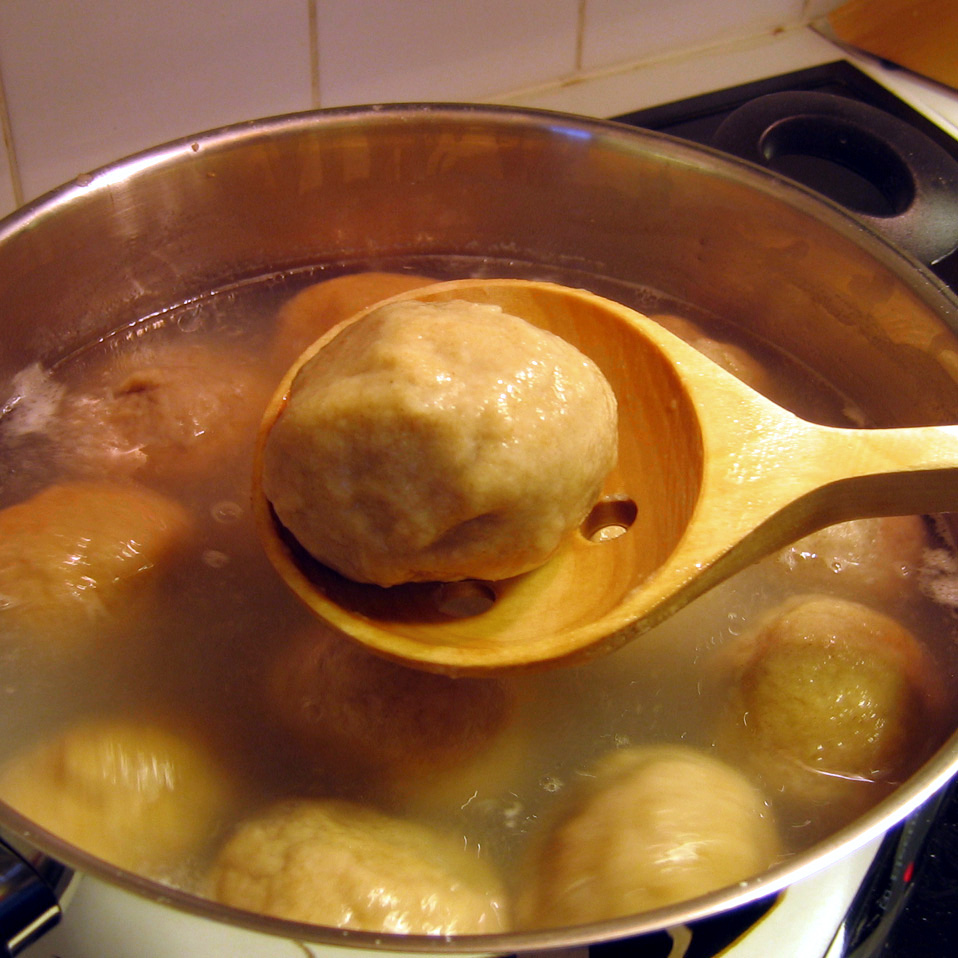
Шведські галушки
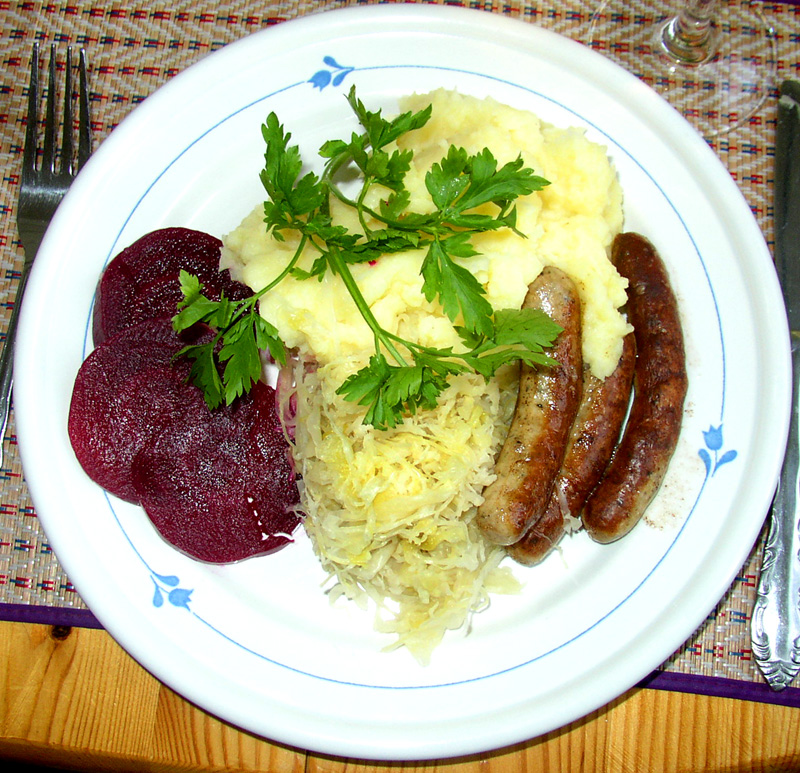
Шведська вечеря — «північна»
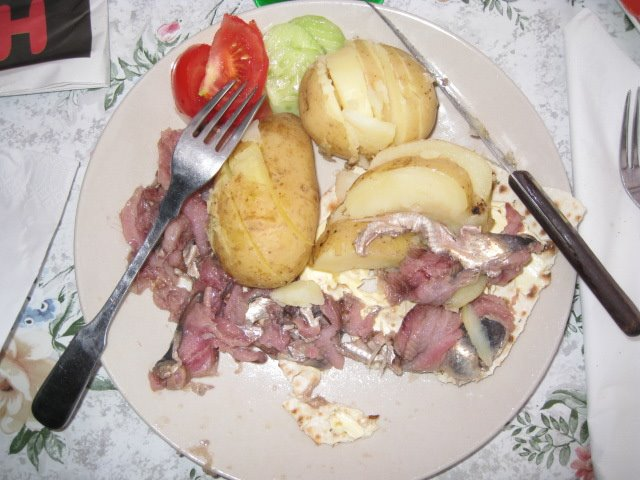
оселедець з відвареною картоплею і салатом
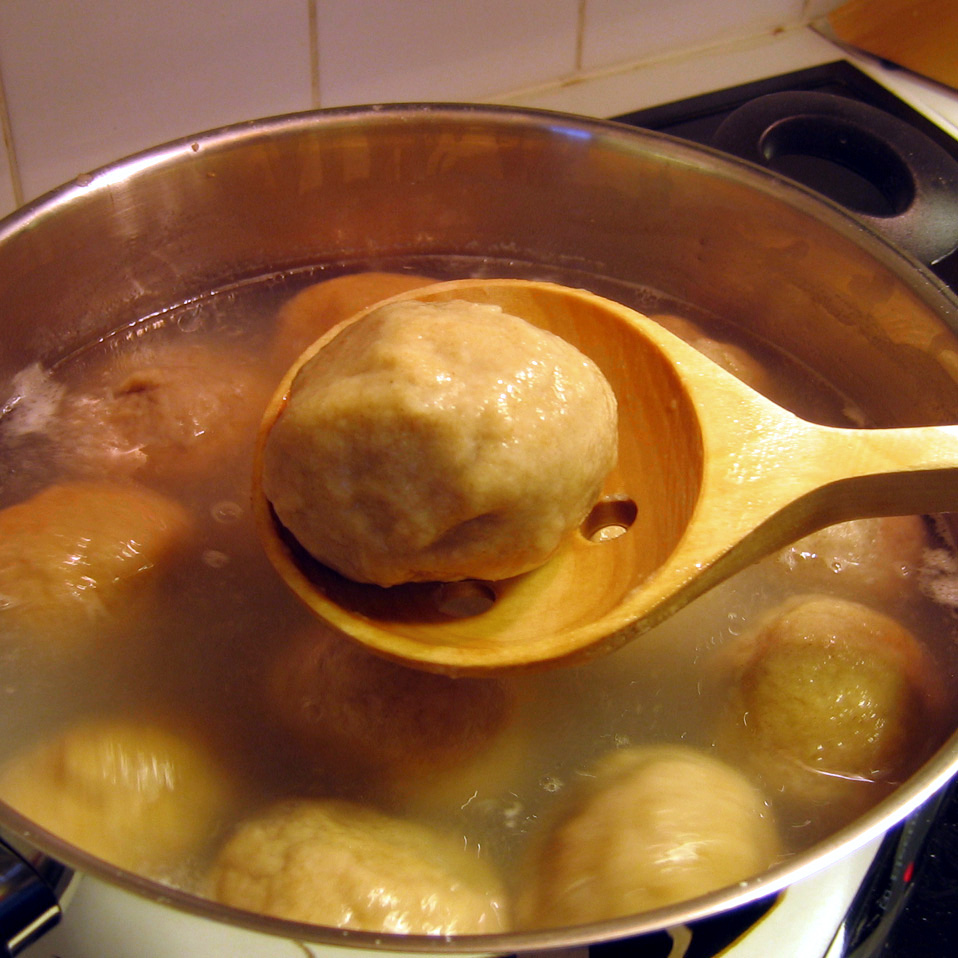
оселедець, сметану і дрібно нарізану зелену цибулю, картоплю і яйце 1/2 подається в середині літа.
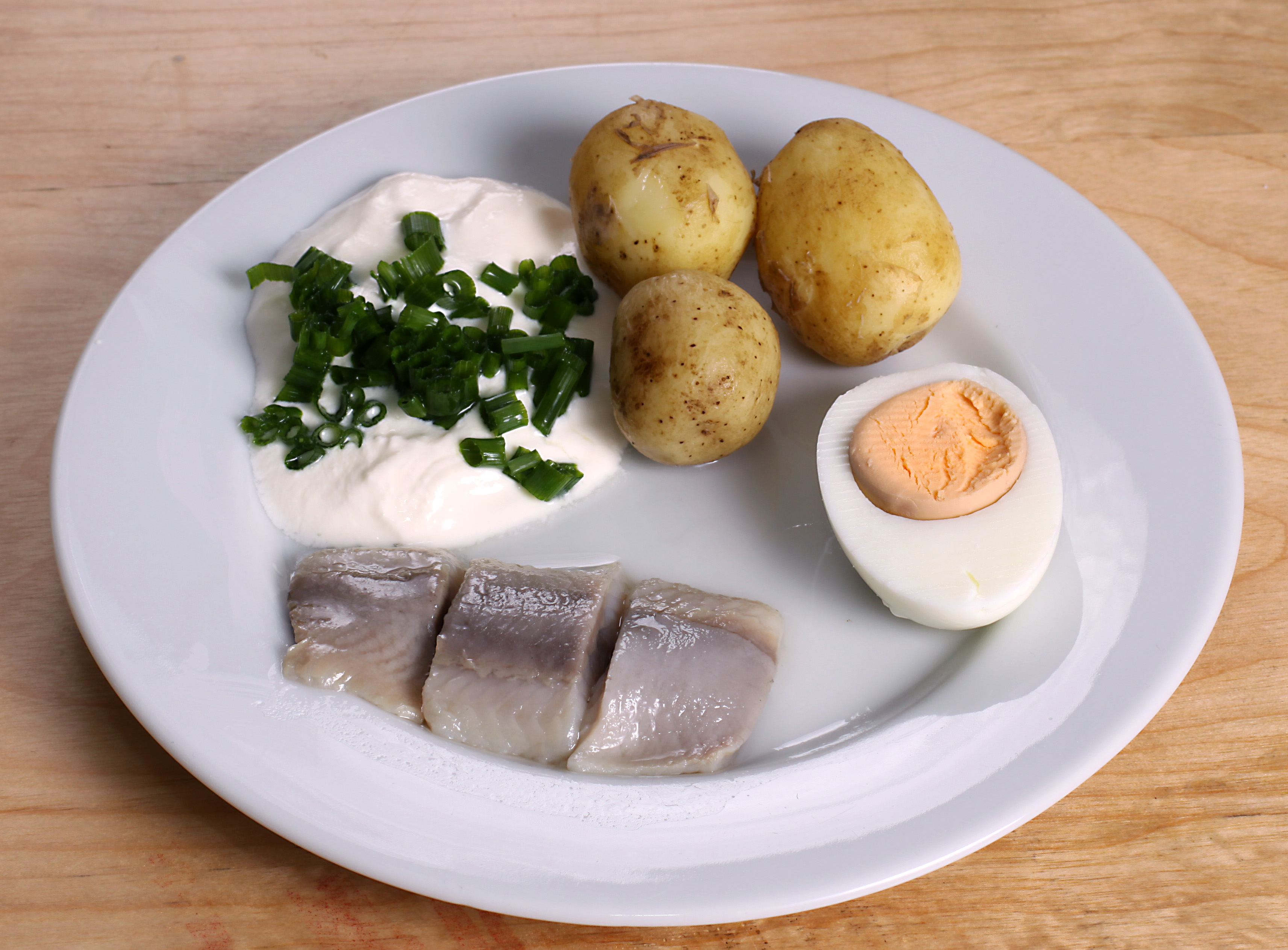
Шведський маринований оселедець зі сметаною, дрібно нарізана зелена цибуля, картопля (у вихідні, літом)
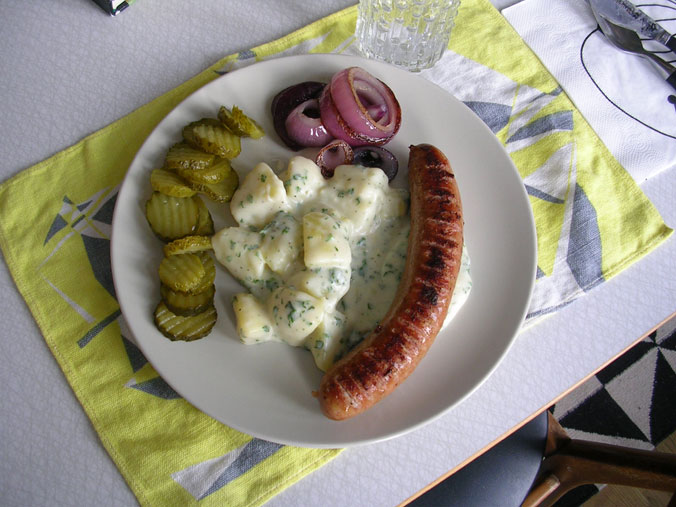
Друга страва (lard-strips)
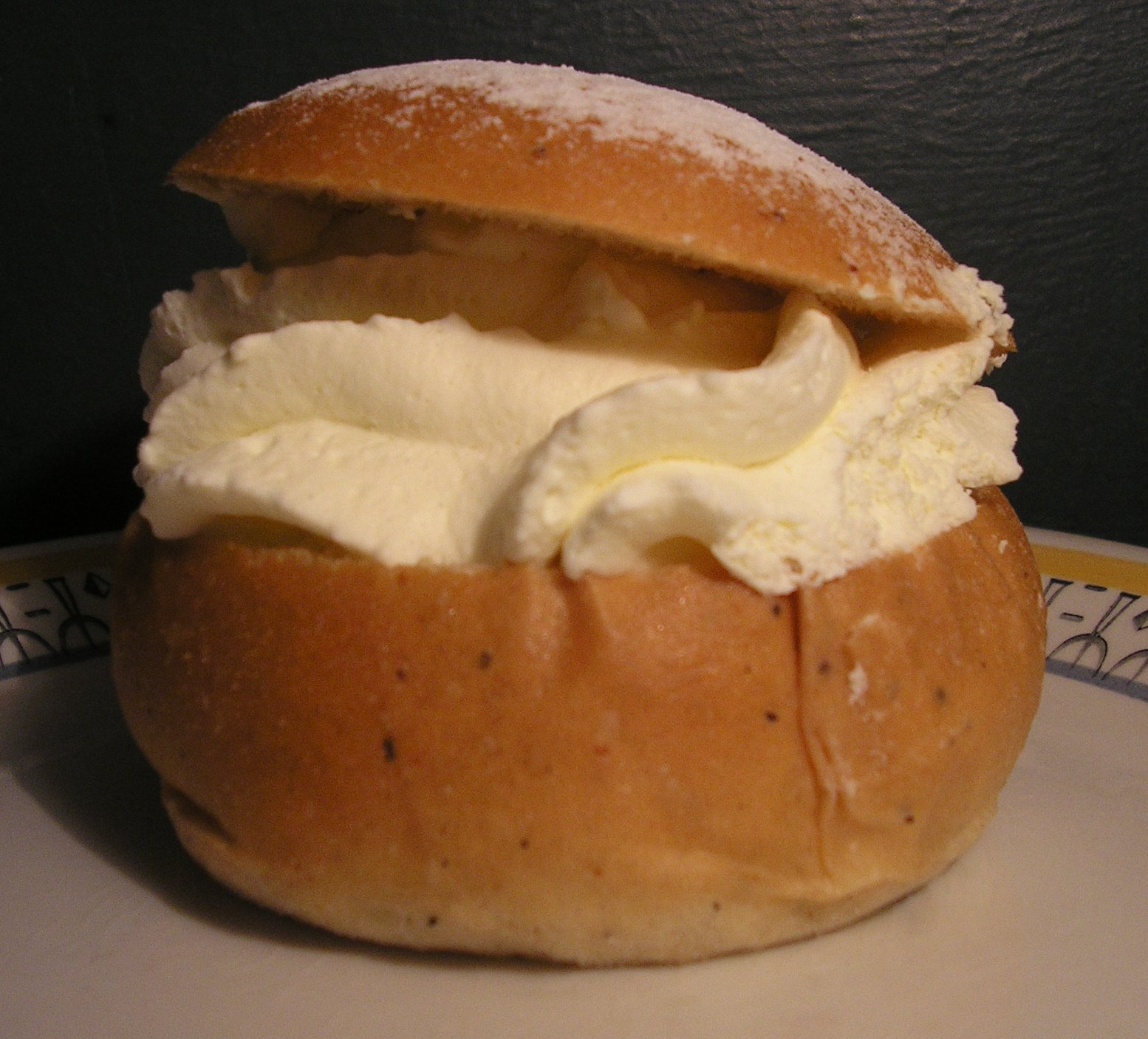
Семла — тістечко
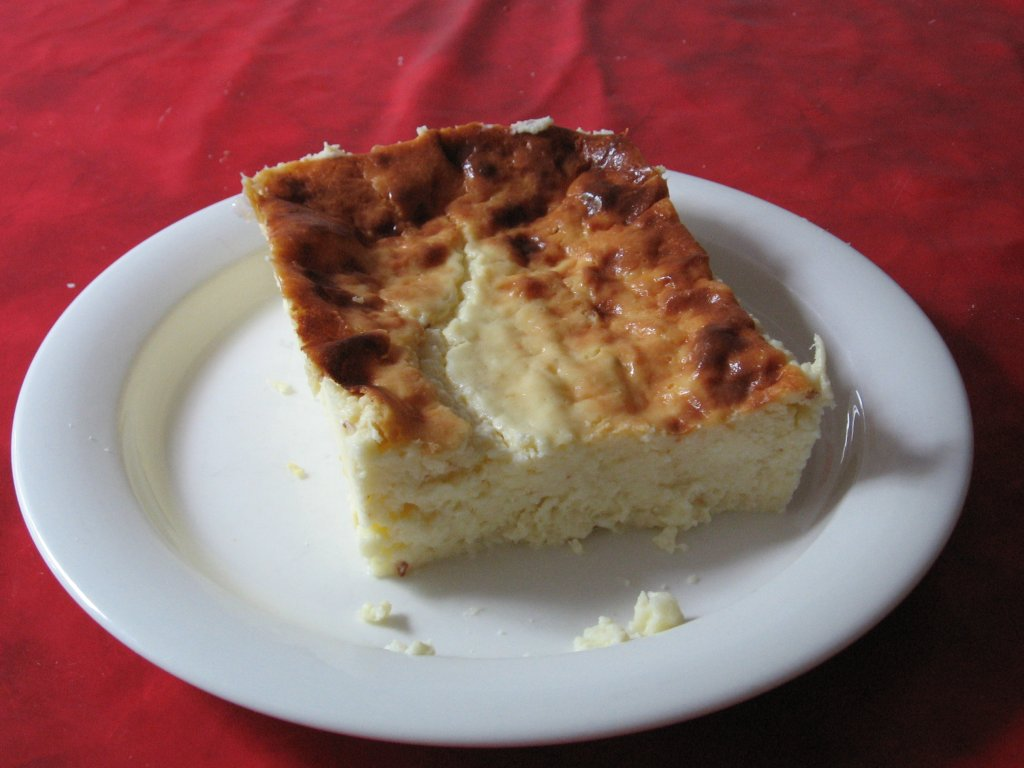
Пиріг із сиром